# Велоспорт на летних Олимпийских играх 2020 — спринт (мужчины)
Соревнования по велоспорту в спринте у мужчин на летних Олимпийских играх 2020 года пройдут с 4 по 6 августа на велодроме Ицу. В соревнованиях примут участие 30 спортсменов из 18 стран.
Олимпийским чемпионом 2016 года в данной дисциплине стал британский велогонщик Джейсон Кенни. Он не смог защитить свой титул, выбыв на стадии четвертьфинала, проиграв оба заезда нидерландскому гонщику Харри Лаврейсену.
Олимпийским чемпионом 2020 года во второй раз на этих играх стал нидерландский гонщик Харри Лаврейсен, который за 3 дня до этих соревнований стал чемпионом в командном спринте. Для него эта победа стала первой в личных дисциплинах на Олимпийских играх.

## Призёры
| Золото                     | Серебро                    | Бронза                     |
| Харри Лаврейсен Нидерланды | Джеффри Хогланд Нидерланды | Джек Карлин Великобритания |

## Расписание
| Дата      | Раунд                                                                 |
| --------- | --------------------------------------------------------------------- |
| 4 августа | Квалификация Первый раунд Второй раунд Отборочные заезды              |
| 5 августа | Отборочные заезды Третий раунд Четвертьфинал Классификационные заезды |
| 6 августа | Полуфинал Финал Заезд за 3-е место                                    |

## Результаты

### Квалификация
По результатам квалификации в стадию плей-офф выходили 24 быстрейших велогонщика.
| Место | Спортсмен                   | Страна            | Время |
| ----- | --------------------------- | ----------------- | ----- |
| 1     | Джеффри Хогланд             | Нидерланды        | 9,215 |
| 2     | Харри Лаврейсен             | Нидерланды        | 9,215 |
| 3     | Джек Карлин                 | Великобритания    | 9,306 |
| 4     | Николас Пол                 | Тринидад и Тобаго | 9,316 |
| 5     | Денис Дмитриев              | ОКР               | 9,331 |
| 6     | Яир Чон Эн Фа               | Суринам           | 9,472 |
| 7     | Матеуш Рудик                | Польша            | 9,493 |
| 8     | Джейсон Кенни               | Великобритания    | 9,510 |
| 9     | Юта Вакимото                | Япония            | 9,518 |
| 10    | Себастьен Вижье             | Франция           | 9,551 |
| 11    | Сюй Чао                     | Китай             | 9,584 |
| 12    | Ник Ваммес                  | Канада            | 9,587 |
| 13    | Штефан Бёттихер             | Германия          | 9,593 |
| 14    | Патрик Райковский           | Польша            | 9,594 |
| 15    | Хьюго Барретт               | Канада            | 9,596 |
| 16    | Кевин Кинтеро               | Колумбия          | 9,626 |
| 17    | Азизульхасни Аванг          | Малайзия          | 9,626 |
| 18    | Сэм Уэбстер                 | Новая Зеландия    | 9,631 |
| 19    | Максимилиан Леви            | Германия          | 9,646 |
| 20    | Раян Элаль                  | Франция           | 9,669 |
| 21    | Мэттью Ричардсон            | Австралия         | 9,685 |
| 22    | Натан Харт                  | Австралия         | 9,696 |
| 23    | Мухаммад Шах Фирдаус Сахром | Малайзия          | 9,700 |
| 24    | Итан Митчелл                | Новая Зеландия    | 9,705 |
| 25    | Павел Якушевский            | ОКР               | 9,723 |
| 26    | Юдаи Нитта                  | Япония            | 9,728 |
| 27    | Джин Спис                   | ЮАР               | 9,787 |
| 28    | Томаш Бабек                 | Чехия             | 9,856 |
| 29    | Сергей Пономарёв            | Казахстан         | 9,932 |
| 30    | Квеси Браун                 | Тринидад и Тобаго | 9,966 |

### Первый раунд
В первом раунде противоборствующие пары формируются на основе квалификационных выступлений. Велогонщик, занявший 1-е место в первом раунде встречался с 24-м местом, 2-й с 23-м и.т.д. Для выхода в следующий раунд необходимо было первым пересечь финишную черту. Проигравшие велогонщики получили шанс пройти дальше через отборочный раунд.

| Спортсмен       | НОК            | Время  | Ср. скорость (км/ч) |
| --------------- | -------------- | ------ | ------------------- |
| Джеффри Хогланд | Нидерланды     | 9,821  | 73,312              |
| Итан Митчелл    | Новая Зеландия | +0,233 | +0,233              |

| Спортсмен   | НОК            | Время  | Ср. скорость (км/ч) |
| ----------- | -------------- | ------ | ------------------- |
| Джек Карлин | Великобритания | 9,829  | 73,253              |
| Натан Харт  | Австралия      | +0,306 | +0,306              |

| Спортсмен      | НОК     | Время  | Ср. скорость (км/ч) |
| -------------- | ------- | ------ | ------------------- |
| Денис Дмитриев | ОКР     | 9,859  | 73,030              |
| Раян Элаль     | Франция | +0,479 | +0,479              |

| Спортсмен    | НОК            | Время  | Ср. скорость (км/ч) |
| ------------ | -------------- | ------ | ------------------- |
| Матеуш Рудик | Польша         | +0,180 | +0,180              |
| Сэм Уэбстер  | Новая Зеландия | 10,099 | 71,294              |

| Спортсмен     | НОК      | Время  | Ср. скорость (км/ч) |
| ------------- | -------- | ------ | ------------------- |
| Юта Вакимото  | Япония   | 9,997  | 72,022              |
| Кевин Кинтеро | Колумбия | +0,084 | +0,084              |

| Спортсмен         | НОК    | Время  | Ср. скорость (км/ч) |
| ----------------- | ------ | ------ | ------------------- |
| Сюй Чао           | Китай  | +0,291 | +0,291              |
| Патрик Райковский | Польша | 10,462 | 68,801              |

| Спортсмен                   | НОК        | Время  | Ср. скорость (км/ч) |
| --------------------------- | ---------- | ------ | ------------------- |
| Харри Лаврейсен             | Нидерланды | 10,005 | 71,964              |
| Мухаммад Шах Фирдаус Сахром | Малайзия   | +0,063 | +0,063              |

| Спортсмен        | НОК               | Время  | Ср. скорость (км/ч) |
| ---------------- | ----------------- | ------ | ------------------- |
| Николас Пол      | Тринидад и Тобаго | 9,824  | 73,290              |
| Мэттью Ричардсон | Австралия         | +0,618 | +0,618              |

| Спортсмен        | НОК      | Время  | Ср. скорость (км/ч) |
| ---------------- | -------- | ------ | ------------------- |
| Яир Чон Эн Фа    | Суринам  | +0,002 | +0,002              |
| Максимилиан Леви | Германия | 9,922  | 72,566              |

| Спортсмен          | НОК            | Время  | Ср. скорость (км/ч) |
| ------------------ | -------------- | ------ | ------------------- |
| Джейсон Кенни      | Великобритания | 9,791  | 73,537              |
| Азизульхасни Аванг | Малайзия       | +0,032 | +0,032              |

| Спортсмен       | НОК     | Время  | Ср. скорость (км/ч) |
| --------------- | ------- | ------ | ------------------- |
| Себастьен Вижье | Франция | 10,182 | 70,713              |
| Хьюго Барретт   | Канада  | +0,020 | +0,020              |

| Спортсмен       | НОК      | Время  | Ср. скорость (км/ч) |
| --------------- | -------- | ------ | ------------------- |
| Ник Ваммес      | Канада   | 10,228 | 70,395              |
| Штефан Бёттихер | Германия | +0,015 | +0,015              |

### Первый отборочный раунд
В каждом отборочном заезде стартовали по 3 человека. Велогонщик, занявший 1-е место проходил в следующий раунд. Проигравшие велогонщики выбывали из борьбы за медали.

| Спортсмен          | НОК            | Время  | Ср. скорость (км/ч) |
| ------------------ | -------------- | ------ | ------------------- |
| Азизульхасни Аванг | Малайзия       | 10,056 | 71,599              |
| Кевин Кинтеро      | Колумбия       | +0,204 | +0,204              |
| Итан Митчелл       | Новая Зеландия | +0,549 | +0,549              |

| Спортсмен     | НОК       | Время  | Ср. скорость (км/ч) |
| ------------- | --------- | ------ | ------------------- |
| Яир Чон Эн Фа | Суринам   | 10,016 | 71,885              |
| Сюй Чао       | Китай     | +0,062 | +0,062              |
| Натан Харт    | Австралия | +0,185 | +0,185              |

| Спортсмен                   | НОК      | Время  | Ср. скорость (км/ч) |
| --------------------------- | -------- | ------ | ------------------- |
| Мухаммад Шах Фирдаус Сахром | Малайзия | 9,667  | 74,480              |
| Хьюго Барретт               | Канада   | +0,619 | +0,619              |
| Матеуш Рудик                | Польша   | +0,668 | +0,668              |

| Спортсмен        | НОК       | Время  | Ср. скорость (км/ч) |
| ---------------- | --------- | ------ | ------------------- |
| Штефан Бёттихер  | Германия  | 10,030 | 71,785              |
| Раян Элаль       | Франция   | +0,032 | +0,032              |
| Мэттью Ричардсон | Австралия | +0,421 | +0,421              |

### Второй раунд
Во втором раунде участвовали 16 велогонщиков, разделённые на 8 заездов. Для выхода в следующий раунд необходимо было первым пересечь финишную черту. Проигравшие велогонщики получили шанс пройти дальше через отборочный раунд.
| Спортсмен       | НОК        | Время  | Ср. скорость (км/ч) |
| --------------- | ---------- | ------ | ------------------- |
| Джеффри Хогланд | Нидерланды | 10,034 | 71,756              |
| Штефан Бёттихер | Германия   | +0,111 | +0,111              |

| Спортсмен                   | НОК            | Время  | Ср. скорость (км/ч) |
| --------------------------- | -------------- | ------ | ------------------- |
| Джек Карлин                 | Великобритания | 9,884  | 72,845              |
| Мухаммад Шах Фирдаус Сахром | Малайзия       | +0,132 | +0,132              |

| Спортсмен      | НОК    | Время  | Ср. скорость (км/ч) |
| -------------- | ------ | ------ | ------------------- |
| Денис Дмитриев | ОКР    | 10,127 | 71,097              |
| Ник Ваммес     | Канада | +0,107 | +0,107              |

| Спортсмен       | НОК            | Время  | Ср. скорость (км/ч) |
| --------------- | -------------- | ------ | ------------------- |
| Сэм Уэбстер     | Новая Зеландия | 9,845  | 73,134              |
| Себастьен Вижье | Франция        | +0,038 | +0,038              |

| Спортсмен       | НОК        | Время  | Ср. скорость (км/ч) |
| --------------- | ---------- | ------ | ------------------- |
| Харри Лаврейсен | Нидерланды | 9,766  | 73,725              |
| Яир Чон Эн Фа   | Суринам    | +0,259 | +0,259              |

| Спортсмен          | НОК               | Время  | Ср. скорость (км/ч) |
| ------------------ | ----------------- | ------ | ------------------- |
| Николас Пол        | Тринидад и Тобаго | 9,798  | 73,484              |
| Азизульхасни Аванг | Малайзия          | +0,026 | +0,026              |

| Спортсмен         | НОК      | Время  | Ср. скорость (км/ч) |
| ----------------- | -------- | ------ | ------------------- |
| Максимилиан Леви  | Германия | 10,247 | 70,264              |
| Патрик Райковский | Польша   | +0,149 | +0,149              |

| Спортсмен     | НОК            | Время  | Ср. скорость (км/ч) |
| ------------- | -------------- | ------ | ------------------- |
| Джейсон Кенни | Великобритания | 9,916  | 72,610              |
| Юта Вакимото  | Япония         | +0,021 | +0,021              |

### Второй отборочный раунд
Во втором отборочном раунде участвовали 8 велогонщиков, проигравшие свои заезды во втором раунде, разделённые на 4 заезда. Для выхода в следующий раунд необходимо было первым пересечь финишную черту. Проигравшие велогонщики выбывали из борьбы за медали.
| Спортсмен       | НОК      | Время  | Ср. скорость (км/ч) |
| --------------- | -------- | ------ | ------------------- |
| Штефан Бёттихер | Германия | +0,176 | +0,176              |
| Юта Вакимото    | Япония   | 10,323 | 69,747              |

| Спортсмен                   | НОК      | Время  | Ср. скорость (км/ч) |
| --------------------------- | -------- | ------ | ------------------- |
| Мухаммад Шах Фирдаус Сахром | Малайзия | 10,317 | 69,788              |
| Патрик Райковский           | Польша   | +0,260 | +0,260              |

| Спортсмен       | НОК     | Время  | Ср. скорость (км/ч) |
| --------------- | ------- | ------ | ------------------- |
| Яир Чон Эн Фа   | Суринам | +0,085 | +0,085              |
| Себастьен Вижье | Франция | 9,900  | 72,727              |

| Спортсмен          | НОК      | Время  | Ср. скорость (км/ч) |
| ------------------ | -------- | ------ | ------------------- |
| Азизульхасни Аванг | Малайзия | 10,131 | 71,069              |
| Ник Ваммес         | Канада   | +0,104 | +0,104              |

### Третий раунд
В третьем раунде участвовали 12 велогонщиков, разделённые на 6 заездов. Для выхода в следующий раунд необходимо было первым пересечь финишную черту. Проигравшие велогонщики получили шанс пройти дальше через отборочный раунд.
| Спортсмен          | НОК        | Время  | Ср. скорость (км/ч) |
| ------------------ | ---------- | ------ | ------------------- |
| Джеффри Хогланд    | Нидерланды | 9,831  | 73,238              |
| Азизульхасни Аванг | Малайзия   | +0,040 | +0,040              |

| Спортсмен       | НОК            | Время  | Ср. скорость (км/ч) |
| --------------- | -------------- | ------ | ------------------- |
| Джек Карлин     | Великобритания | 9,963  | 72,267              |
| Себастьен Вижье | Франция        | +0,171 | +0,171              |

| Спортсмен      | НОК            | Время  | Ср. скорость (км/ч) |
| -------------- | -------------- | ------ | ------------------- |
| Денис Дмитриев | ОКР            | 9,828  | 73,260              |
| Джейсон Кенни  | Великобритания | +0,076 | +0,076              |

| Спортсмен                   | НОК        | Время  | Ср. скорость (км/ч) |
| --------------------------- | ---------- | ------ | ------------------- |
| Харри Лаврейсен             | Нидерланды | 9,635  | 74,728              |
| Мухаммад Шах Фирдаус Сахром | Малайзия   | +0,449 | +0,449              |

| Спортсмен    | НОК               | Время  | Ср. скорость (км/ч) |
| ------------ | ----------------- | ------ | ------------------- |
| Николас Пол  | Тринидад и Тобаго | 10,091 | 71,351              |
| Юта Вакимото | Япония            | +0,457 | +0,457              |

| Спортсмен        | НОК            | Время  | Ср. скорость (км/ч) |
| ---------------- | -------------- | ------ | ------------------- |
| Максимилиан Леви | Германия       | 10,355 | 69,532              |
| Сэм Уэбстер      | Новая Зеландия | +0,132 | +0,132              |

### Третий отборочный раунд
В каждом отборочном заезде стартовали по 3 человека. Велогонщик, занявший 1-е место проходил в четвертьфинал. Проигравшие велогонщики выбывали из борьбы за медали.

| Спортсмен          | НОК            | Время  | Ср. скорость (км/ч) |
| ------------------ | -------------- | ------ | ------------------- |
| Джейсон Кенни      | Великобритания | 10,066 | 71,528              |
| Азизульхасни Аванг | Малайзия       | +0,042 | +0,042              |
| Юта Вакимото       | Япония         | +0,325 | +0,325              |

| Спортсмен                   | НОК            | Время  | Ср. скорость (км/ч) |
| --------------------------- | -------------- | ------ | ------------------- |
| Себастьен Вижье             | Франция        | 10,169 | 70,803              |
| Сэм Уэбстер                 | Новая Зеландия | +0,101 | +0,101              |
| Мухаммад Шах Фирдаус Сахром | Малайзия       | +0,133 | +0,133              |

### Четвертьфинал
Начиная с четвертьфинала для выхода в следующий раунд необходимо было выиграть два заезда. Проигравшие велогонщики выбывали из борьбы за медали и разыгрывали в классификационном заезде места с 5-го по 8-е.

| Спортсмен       | НОК        | Время  | Время  |
| --------------- | ---------- | ------ | ------ |
| Джеффри Хогланд | Нидерланды | 10,204 | 9,902  |
| Себастьен Вижье | Франция    | +2,440 | +0,059 |

| Спортсмен        | НОК            | Время  | Время  |
| ---------------- | -------------- | ------ | ------ |
| Джек Карлин      | Великобритания | 9,680  | 9,795  |
| Максимилиан Леви | Германия       | +2,507 | +0,396 |

| Спортсмен       | НОК            | Время  | Время  |
| --------------- | -------------- | ------ | ------ |
| Харри Лаврейсен | Нидерланды     | 10,243 | 10,551 |
| Джейсон Кенни   | Великобритания | +0,047 | +0,942 |

| Спортсмен      | НОК               | Время  | Время | Время  |
| -------------- | ----------------- | ------ | ----- | ------ |
| Николас Пол    | Тринидад и Тобаго | 9,648  | REL   | +4,383 |
| Денис Дмитриев | ОКР               | +0,295 | X     | 10,381 |

### Заезд за 5-е место
| Спортсмен        | НОК               | Время  | Ср. скорость (км/ч) | Итоговое место |
| ---------------- | ----------------- | ------ | ------------------- | -------------- |
| Максимилиан Леви | Германия          | 9,879  | 72,882              | 5              |
| Николас Пол      | Тринидад и Тобаго | +0,152 | +0,152              | 6              |
| Себастьен Вижье  | Франция           | +0,644 | +0,644              | 7              |
| Джейсон Кенни    | Великобритания    | +0,879 | +0,879              | 8              |

### Полуфинал
Для выхода в финал велогонщикам необходимо было выиграть два заезда. Проигравшие велогонщики отправлялись в заезд за 3-е место, где определяли обладателя бронзовой награды.
| Спортсмен       | НОК        | Время  | Время  |
| --------------- | ---------- | ------ | ------ |
| Джеффри Хогланд | Нидерланды | 9,692  | 9,786  |
| Денис Дмитриев  | ОКР        | +0,107 | +0,010 |

| Спортсмен       | НОК            | Время  | Время  |
| --------------- | -------------- | ------ | ------ |
| Харри Лаврейсен | Нидерланды     | 9,747  | 9,784  |
| Джек Карлин     | Великобритания | +0,067 | +0,042 |

### Заезд за 3-е место
| Спортсмен      | НОК            | Время  | Время  |
| -------------- | -------------- | ------ | ------ |
| Денис Дмитриев | ОКР            | +0,486 | +0,015 |
| Джек Карлин    | Великобритания | 9,786  | 9,934  |

### Финал
| Спортсмен       | НОК        | Время  | Время  | Время  |
| --------------- | ---------- | ------ | ------ | ------ |
| Джеффри Хогланд | Нидерланды | 9,724  | +0,015 | +0,208 |
| Харри Лаврейсен | Нидерланды | +0,012 | 9,776  | 10,681 |